# Gazetka dla Kobiet
Gazetka dla Kobiet – miesięcznik kobiecy o tematyce społeczno-politycznej o profilu narodowym i katolickim. 

## Charakterystyka
Tytuł był wydawany w latach 1922-1931 jako biuletyn informacyjny Narodowej Organizacji Kobiet. W skład redakcji wchodziły przede wszystkim działaczki NOK. Redaktorkami naczelnymi były: Aniela Zdanowska, Pelagia Restorffowa, Lucyna Kotarbińska i Zofia Zaleska. Oprócz nich na łamach pisma publikowały m.in. Maria Demelówna, Franciszka Gensówna, Cecylia Niewiadomska,  Aniela Maria Chmielińska, Józefa Bramowska. 